# Borgarello
Borgarello (Burgaré in dialetto pavese) è un comune italiano di 2 736 abitanti della provincia di Pavia in Lombardia. Si trova nel Pavese, nella pianura a nord del capoluogo, sul Naviglio Pavese.

## Origini del nome
Molto probabilmente il nome deriva da burgulus, diminutivo latino di burgus ovvero "borgo", piccolo centro abitativo. Alcuni pensano anche a Bulgarus cognome di origine latina.

## Storia
In epoca romana Borgarello era attraversato dalla via Mediolanum-Ticinum, strada romana che congiungeva Mediolanum (Milano) con Ticinum, l'odierna Pavia).
È citato in un documento del 1181 come Bulgarello. In epoca viscontea fu incluso nel Parco Nuovo, vasta tenuta di caccia tra il Castello di Pavia e la Certosa. Dopo la caduta degli Sforza e la rovina di questo parco, il nome di Parco Nuovo fu mantenuto per indicare la divisione amministrativa di cui faceva parte Borgarello. Nel XVI secolo era feudo dei Pallavicino e nel XVIII dei Mezzabarba di Pavia.
Nel 1929 il Comune di Borgarello, insieme a Torre del Mangano e Torriano, formò il nuovo comune di Certosa di Pavia, ma nel 1958 riacquistò l'autonomia.

### Simboli
Lo stemma e il gonfalone sono stati concessi con decreto del presidente della Repubblica del 16 novembre 1976.
La croce d'oro simboleggia la feudalità che  il monastero di San Pietro in Ciel d'Oro deteneva sulla terra di Borgarello fino al XIV secolo; i tronchi d'albero ricordano la distruzione del parco nuovo costituito dai Visconti nel 1398-1399 in cui Borgarello era stato incluso e aveva perso autonomia nel 1525 dopo la battaglia di Pavia. Nella campagna sono affiancati i simboli delle famiglie feudatarie: i Pallavicini (scaccato d'argento e di rosso) e i Mezzabarba (d'oro, a tre gigli male ordinati, alternati da tre rose, il tutto di rosso). Il grano, il granoturco e il riso sono i principali prodotti agricoli del territorio.
Il gonfalone è un drappo partito di azzurro e di rosso.

## Monumenti e luoghi d'interesse
- Chiesa parrocchiale di San Martino di Tours: costruita tra il 1685 e il 1690 a seguito del crollo di una chiesa preesistente risalente al 1395[5].
- Villa Mezzabarba: fabbricato di particolare interesse storico ed artistico composto da una costruzione settecentesca con parco annesso, ospita gli uffici del Municipio di Borgarello[6] dal 2018.

## Società

### Evoluzione demografica
- 130 nel 15768
- 340 nel 1751
- 570 nel 1780
- 529 nel 1805
- 553 nel 1807
- 330 nel 1853
- 678 nel 1859[7]

Abitanti censiti

## Cultura

### Istruzione
Nel comune sono presenti una scuola dell'infanzia e una primaria.